# Trichosalpinx tenuis
Trichosalpinx tenuis är en orkidéart som först beskrevs av Charles Schweinfurth, och fick sitt nu gällande namn av Carlyle August Luer. Trichosalpinx tenuis ingår i släktet Trichosalpinx och familjen orkidéer. Inga underarter finns listade i Catalogue of Life.